# Pilori de Braine-le-Château
Le pilori de Braine-le-Château se trouve dans la commune belge de Braine-le-Château, en Région wallonne.
C'est l'un des mieux conservés d'Europe. Il est repris sur la liste du patrimoine immobilier exceptionnel de la Wallonie.

## Localisation
Le pilori se dresse sur la Grand'Place de Braine-le-Château, à proximité de l'église Saint-Rémy et à environ 200 m du château des Comtes de Hornes.

## Description
Le pilori de Braine-le-Château est en pierre bleue et comporte une lanterne pouvant contenir un homme debout ; il mesure 8,40 m de hauteur.

## Histoire
Le pilori est érigé en 1521 par Maximilien de Hornes, chambellan de l'empereur Charles Quint,, afin d'y exposer les criminels : les jours de marché, les condamnés à la peine de l'exposition publique et les coupables de délits mineurs y étaient attachés et subissaient la vindicte de la population.
En 1794, les révolutionnaires français voulurent détruire ce symbole de l'Ancien Régime mais le dernier bailli refusa car c'était déjà un symbole de la commune auquel les habitants tenaient.
Il est classé comme monument historique depuis le 21 décembre 1936.
La dernière restauration en date eut lieu en 1962.